# Grímsnes- og Grafningshreppur
Grímsnes- og Grafningshreppur – gmina w południowo-zachodniej Islandii, w regionie Suðurland. Składa się z trzech fragmentów: południowego - obejmującego południową część jezior Þingvallavatn i Apavatn, obszary nad na obu brzegach rzeki Sog oraz na zachód od rzeki Hvítá i nad jeziorem Hestvatn; środkowego - wąskiego, rozciągniętego południkowo pasa położonego na wschód od jeziora Þingvallavatn i na południe od masywu wulkanicznego Skjaldbreiður; oraz północnego - położonego pomiędzy wspomnianym masywem a lodowcami Þórisjökull i Langjökull. Na znaczącej długości graniczą one z gminą Bláskógabyggð. Przez gminę przebiegają drogi 35, 36 i 37. 

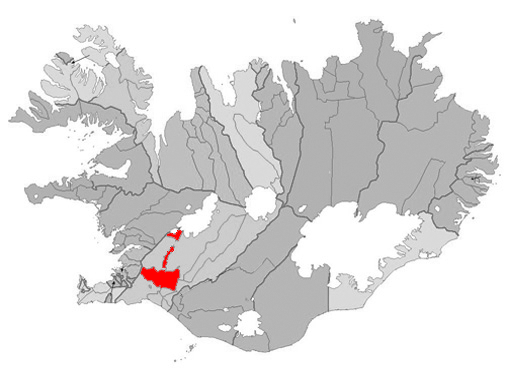
Położenie gminy Grímsnes- og Grafningshreppur na mapie administracyjnej kraju

Osadnictwo skupia się w południowej części gminy na równinie między rzekami Sog i Hvítá - na początku 2018 roku zamieszkiwało ją 479 osób. Większe miejscowości położone są w południowej części gminy: Borg í Grímsnesi (112 mieszk.) oraz ekowioska Sólheimar í Grímsnesi (91 mieszk.).
Gmina powstała w 1998 roku z połączenia gmin Grímsneshreppur i Grafningshreppur.
Charakterystycznymi miejscami w południowej części gminy jest wygasły wulkan Búrfell (536 m n.p.m.) oraz położone w pobliżu jeziora Úlfljótsvatn i Álftavatn.